# Stramín

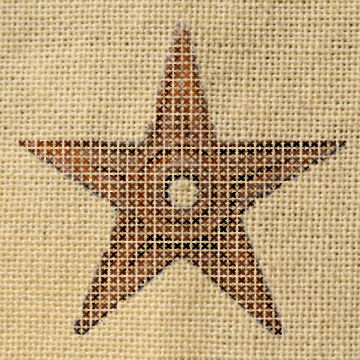
Výšivka na stramínu zhotovená křížkovým stehem

Stramín je obchodní označení pro řídkou, natuženou (silně apretovanou) tkaninu používanou jako podklad na výšivky nebo vázané koberce.
Tkanina se vyrábí v panamové nebo plátnové vazbě většinou ze skaných hrubších přízí z bavlny nebo lnu.
Podle velikosti stehu a možného použití se prodává např.
- bílý stramín na výšivky s křížkovými stehy a gobelíny
- bílý s., z jednoduchých nití s perlinkovou vazbou na výšivky s plochým stehem
- súdánský s., hrubý stramín na křížkové stehy z vlněné příze
- smyrenský s. na vázání koberců

Na stramínech mohou být natištěny vzory nebo také barevné obdélníky k usnadnění práce při vyšívání nebo vázání koberců.
Stramín se někdy překládá do angličtiny jako canvas, což je tkanina s podobnou strukturou jako stramín, která se však používá ke zcela odlišným účelům.